# أسامة محمد (صحفي)
أسامة محمد من مواليد عام 1980، هو مطور ويب مدون وصحفي سوداني من أم درمان. اشتهر بعدما ألقت السلطات السودانية القبض عليه خلال احتجاجات حزيران/يونيو 2012. أسامة هو خريج جامعة الخرطوم ويُدوّن تغريدات على حسابه في موقع تويتر تحت اسم "simsimt".
عملَ في 22 حزيران/يونيو 2012 باستعمال هاتفه الذكي على توثيق حضور الشرطة الكبير في حي بوري في الخرطوم لتفريق مظاهرة مخطط لها. قُبضَ على محمد وصديقه من قبل ضباط يرتدون ملابس مدنية. تم إطلاق سراحِ صديقه بعد سبع ساعات من الاحتجاز فيما استمّر اعتقال محمد في سجن كوبر. قبل اعتقاله ظهرَ محمد شريط على قناة الجزيرة يشرح لماذا شارك في الاحتجاجات. حينها ذكر «أنه وبعد ثلاثة وعشرين عاما من القهر والظلم والفقر والجرائم التي ترتكب من قِبل النظام الحالي، حانَ وقت التغيير الآن أمر لا مفر منه.» اعتبرت منظمة العفو الدولية محمد سجين رأي كما ذكرت في بيانٍ لها أنها تعتقدُ أن السلطات السودانية قد احتجزت محمد لمجرد ممارسة حقه في حرية التعبير. كما أعربت عن قلقها من خطر تعرض أسامة للتعذيب. ذكرت قناة الجزيرة أن مستخدمي تويتر ونشطاء حقوق الإنسان السودانيين قد طالبوا بالإفراج عن محمد من خلال هاشتاج #FreeUsamah.